# Inferno (album av Entombed)
Inferno är det svenska death metal-bandet Entombeds åttonde fullängdsalbum, som gavs ut den 4 augusti 2003 av Musik For Nations. Albumet gavs också ut i form av ett dubbeldiskalbum där den andra skivan fick namnet "Averno", albumet gavs ut i USA av Candlelight Records.

## Låtförteckning
1. "Retaliation" - 03:55
2. "The Fix Is In" - 03:15
3. "Incinerator" - 03:00
4. "Children Of The Underworld" - 04:04
5. "That's When I Became A Satanist" - 03:02
6. "Nobodaddy" - 03:01
7. "Young & Dead" - 03:05
8. "Descent Into Inferno" - 04:45
9. "Public Burning" - 03:41
10. "Flexing Muscles" - 04:00
11. "Skeleton Of Steel" - 03:07
12. "Night For Day" - 04:48

### Låtförteckning på Averno
1. "When Humanity's Gone"
2. "There are Horrors of 1000 Nightmares"
3. "Random Guitar"
4. "Retaliation" (video edit)
5. "Albino Flogged in Black" (video edit)
6. "Retaliation" (video)
7. "Albino Flogged in Black" (video)

## Banduppsättning
- Lars Göran Petrov - sång
- Alex Hellid - gitarr
- Uffe Cederlund - gitarr
- Jörgen Sandström - bas
- Peter Stjärnvind - trummor